# Elephant (moyen métrage)
Pour les articles homonymes, voir Éléphant (homonymie).
Elephant est un moyen métrage britannique réalisé par Alan Clarke et diffusé pour la première fois à la télévision en 1989 sur BBC Two.
Le film montre un ensemble de meurtres perpétrés dans le contexte du conflit nord-irlandais. Le titre fait référence à l'expression anglaise « Elephant in the room » qu'utilise l'écrivain Bernard MacLaverty (en), scénariste du film, pour décrire la situation nord-irlandaise.

## Synopsis
À Belfast, différents hommes commettent des meurtres, sans aucune explication. Ces tueurs arrivent dans un lieu, tuent quelqu'un avec plus ou moins de facilité, avec une arme à feu, puis le film passe au meurtre suivant.

## Fiche technique
- Réalisation : Alan Clarke
- Photographie : Philip Dawson et John Ward
- Montage : Don O'Donovan
- Costumes : Maggie Donnelly
- Production : Danny Boyle
- Société de production : BBC Northern Ireland
- Pays d'origine :  Royaume-Uni
- Langue originale : anglais
- Durée : 39 minutes
- Dates de sortie :
  - Royaume-Uni : 25 janvier 1989 (première diffusion à la télévision sur BBC Two)

## Distribution
- Gary Walker
- Bill Hamilton
- Michael Foyle
- Danny Small

## Postérité
Ce film a notamment influencé Gus Van Sant pour réaliser le film du même nom sorti en 2003, dont le scénario s'inspire du carnage du lycée Columbine aux États-Unis.
En 2004, sort une vidéo intitulée Memories of: Elephant, dans laquelle quatre personnes évoquent le film d'Alan Clarke, parmi lesquelles Gary Oldman.